# Saint-Béron
Saint-Béron este o comună în departamentul Savoie din sud-estul Franței. În 2009 avea o populație de 1.535 de locuitori.

## Evoluția populației
| An        | 1975  | 1982  | 1990  | 1999  | 2006  | 2009  |
| --------- | ----- | ----- | ----- | ----- | ----- | ----- |
| Populație | 1.060 | 1.164 | 1.198 | 1.220 | 1.407 | 1.535 |